# پوزنان ۵۶
پوزنان ۵۶ (لهستانی: Poznań '56) یک فیلم درام تاریخی لهستانی است که در سال ۱۹۹۶ منتشر شد. این فیلم دربارهٔ اعتراضات ۱۹۵۶ پوزنان است.

## گزیدهٔ بازیگران
- میخاو ژبروفسکی
- آگاتا کولشا
- گژگوش وُنس
- روبرت وینتسکیویچ
- اولاف لوباشنکو
- آنتونینا خروشی
- ماچئی کوزووفسکی
- ووادیسواف کووالسکی
- دانیل اولبریخسکی
- یانوش گایوس
- یان نووینسکی
- یژی راجیویوویچ
- آندژی شچتکو
- الژبیتا یاروشیک
- زجیسواف واردین
- میه‌چیسواف خرینیه‌ویچ
- برونیسواف پاولیک
- بوگوسواف سوخناتسکی